# Schloss Hexenagger

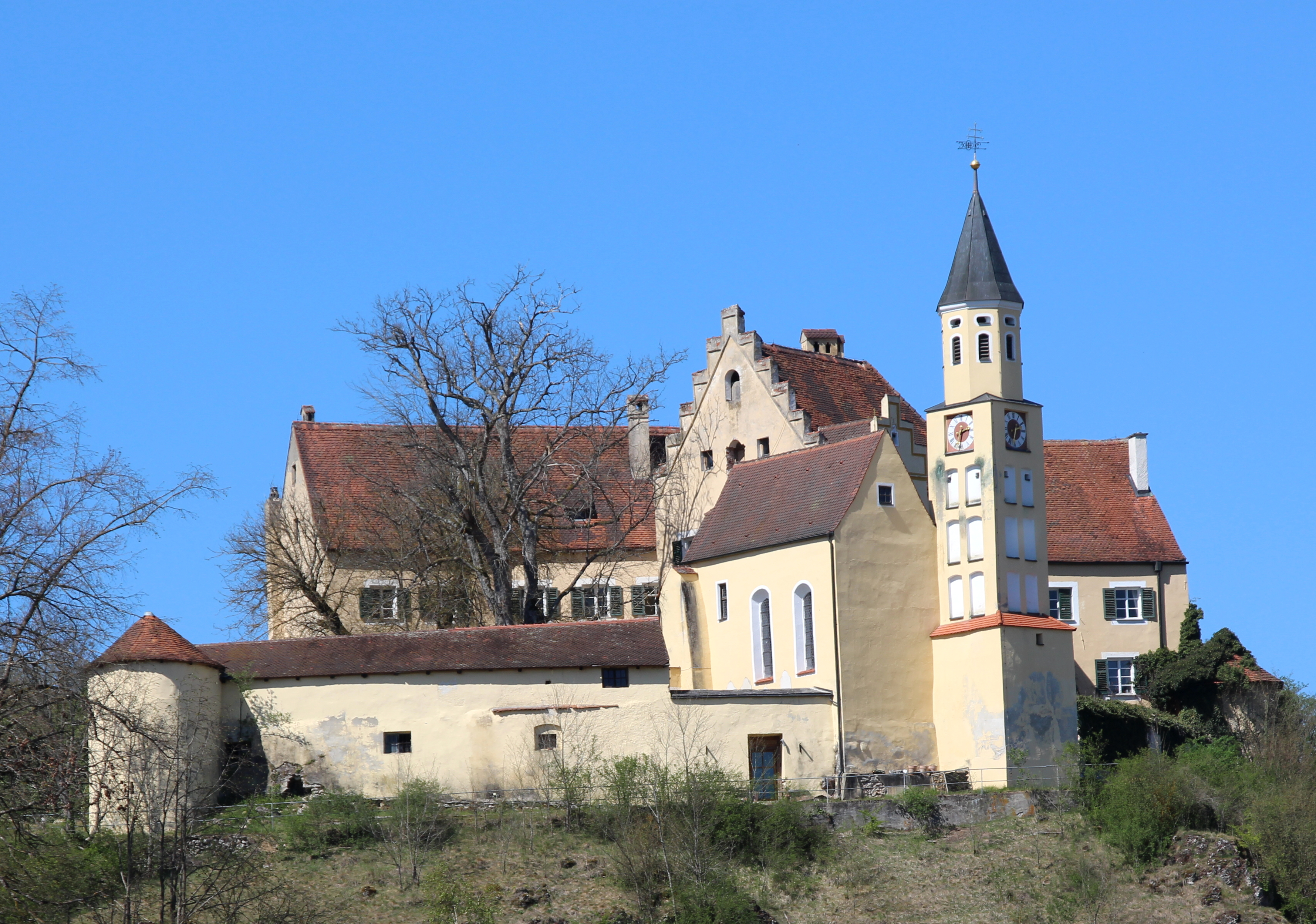
Schloss Hexenagger

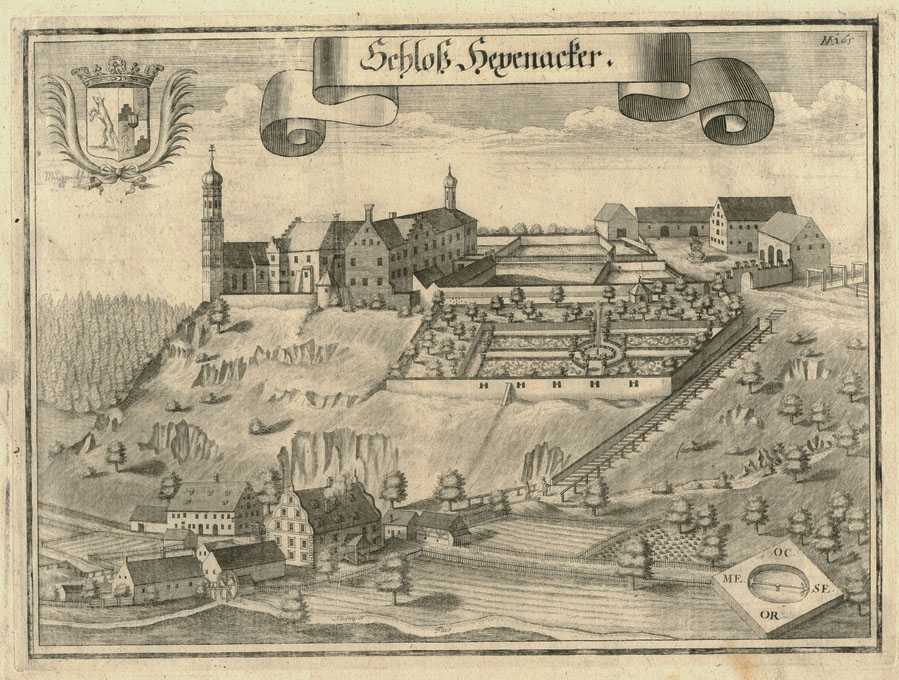
Schloss Hexenagger um 1700 nach Michael Wening

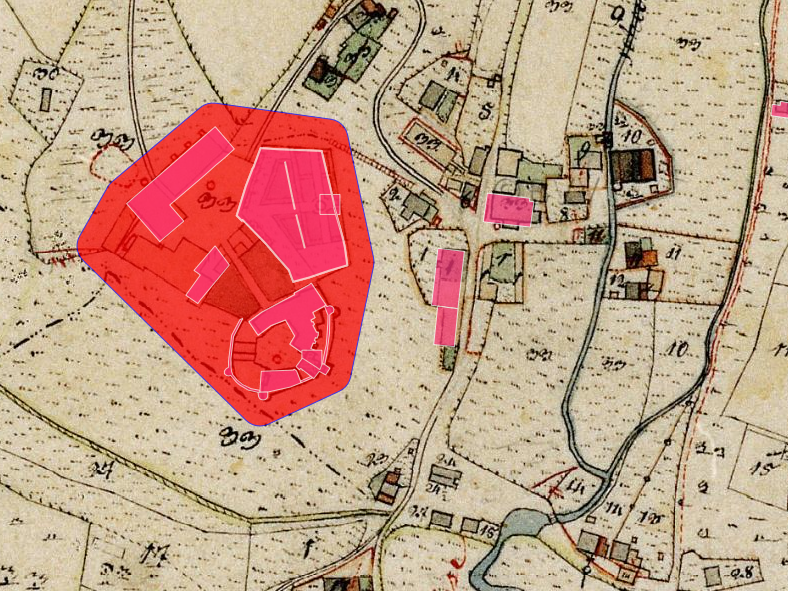
Lageplan von Schloss Hexenagger auf dem Urkataster von Bayern

Schloss Hexenagger ist ein Barockschloss auf einem Bergsporn über dem bayerischen Ort Hexenagger bei Altmannstein im Schambachtal, einem Seitental der Altmühl. In seiner jetzigen Form wurde das Schloss mit seiner Kapelle von 1625 bis 1629 auf Basis der im Dreißigjährigen Krieg zerstörten Burg wiedererbaut.
Die Anlage ist unter der Aktennummer D-1-76-112-16 als Baudenkmal verzeichnet. „Mittelalterliche und frühneuzeitliche Befunde im Bereich von Schloss Hexenagger“ werden zudem als Bodendenkmal unter der Aktennummer D-1-7036-0009 geführt.

## Geschichte
Die mittelalterliche Burg wurde von den Herren von Hexenagger erbaut, die von 928 bis 1480 urkundlich erwähnt sind. 1485 gelangte die Burg durch Heirat an die Familie der Grafen von Helfenstein, welche die Festung 1528 an Herzog Wilhelm von Bayern veräußerte. Dieser gab Hexenagger den Muggenthalern zu Lehen. Als die Burg im Dreißigjährigen Krieg zerstört worden war, bauten sie die Muggenthaler als Schloss wieder auf. 
1724 wurde das Schloss an den bayerischen Kurfürsten Karl Albrecht verkauft, da die Linie Hexenagger der Muggenthaler ausgestorben war. Kurfürst Karl Albrecht schenkte 1731 das Schloss seiner Mätresse Maria Josepha Gräfin von Morawitzky. Deren Gatte erhielt das Schloss 1738, und als dieser 1754 starb, wurde Anton von Kaiserstein neuer Eigentümer. Franz Joseph III. von Kaiserstein (1792–1893) verkaufte 1830 das Schloss und erwarb dafür ein Gut in Sooß (Niederösterreich). Von 1830 bis 1951 gehörte Schloss Hexenagger den Edlen von Weidenbach. Otto Edler von Weidenbach vermachte es an seine Nichte Ilse von Kalckreuth, die Wilhelm Leichtfuß heiratete, deren Sohn Eberhard Leichtfuß es heute besitzt.